# Буфињере
Буфињере (фр. Bouffignereux) насеље је и општина у североисточној Француској у региону Пикардија, у департману Ен (Пикардија) која припада префектури Лаон.
По подацима из 2011. године у општини је живело 104 становника, а густина насељености је износила 23,85 становника/km². Општина се простире на површини од 4,36 km². Налази се на средњој надморској висини од 76 метара (максималној 175 m, а минималној 60 m).

## Демографија
| 1962. | 1968. | 1975. | 1982. | 1990. | 1999. | 2011. |
| ----- | ----- | ----- | ----- | ----- | ----- | ----- |
| 50    | 60    | 59    | 89    | 111   | 110   | 104   |

График промене броја становника у току последњих година